# Belshina
Belshina este un producător de anvelope din Belarus. 
Fabrica de anvelope este situată în orașul industrial din Belarus Babruisk. Belshina produce peste 180 de dimensiuni de anvelope pentru autoturisme, camioane, camioane de carieră, utilaje pentru construcția drumurilor, vehicule electrice, tractoare și utilaje agricole. Peste 90% din anvelope sunt radiale. Toate tipurile de produse (anvelope pneumatice) sunt protejate prin brevete având doi parametri: design și aspect. Belshina cooperează cu parteneri din 36 de țări.
Belshina este sponsorul principal al echipei de fotbal Belshina Bobruisk care joacă în Prima Ligă Bielorusă.

## Istoric
Construcția în sine a fost începută în septembrie 1965. În 1968 a fost pusă în funcțiune unitatea de servicii mecanice (care ulterior a devenit o instalație mecanică), unde au fost asamblate și fabricate echipamentele pentru viitorele zone de producție, au fost dezvoltate noi tehnici de construcție a anvelopelor, a fost efectuată instruirea lucrătorilor. 
La 31 decembrie 1971, instalația de cercetare a unității de servicii mecanice a produs prima anvelopă bielorusă pentru camionul de carieră BelAZ cu o capacitate de ridicare de 27 de tone. 
În mai 1992, Comitetul de Stat pentru Industrie al Republicii Belarus a emis un decret prin care a transformat fuziunea producției Belshina în Belarus Tyre Works Belshina. La 26 septembrie 2002, Comitetul Executiv al regiunei Moghilău a adoptat rezoluția nr. 18-13 privind înregistrarea unei societăți pe acțiuni deschise Belshina (certificat de înregistrare nr. 700016217 din 2003-09-27).
În 2020, Belarusbank a achiziționat un bloc de acțiuni de 15,44%, al cărui reprezentant a intrat în consiliul de supraveghere al societății pe acțiuni.